# Duhringova nemoc

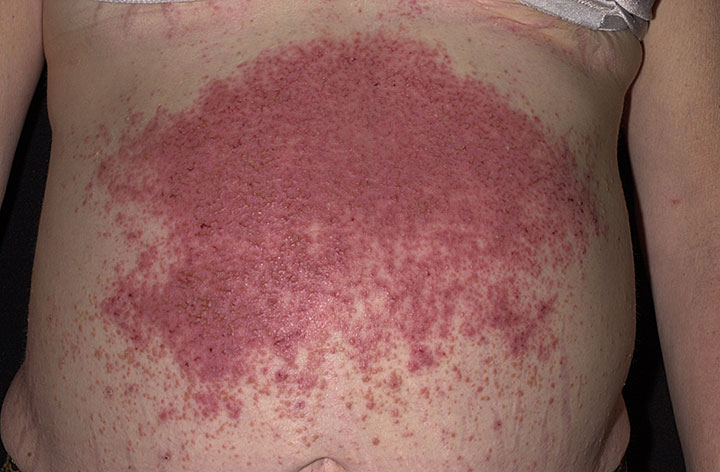
Duhringova nemoc

Duhringova nemoc je velmi vzácné autoimunitní onemocnění, které se projevuje v souvislosti s celiakií. Příčina vzniku tohoto onemocnění není v současné době známá, ale předpokládá se, že tento stav vzniká jako důsledek celiakie a je jakousi kožní formou tohoto onemocnění.

## Příznaky onemocnění
Mezi hlavní příznaky onemocnění patří puchýřovitá vyrážka, která se podobá oparu. Vyrážka se vyskytuje nejčastěji v místech, kde dochází k velkému namáhání kůže (loketní jamka, kolenní jamka), ale může se vyskytnout i na hlavě nebo na zádech. Vyrážka svědí a pálí a svádí ke škrábání. Kromě toho se u pacientů objevují klasické příznaky celiakie (průjmy, nadýmání, nevolnost, zvracení a hubnutí, respektive nepřibývání na váze).

## Diagnostika onemocnění
Vzhledem k tomu, že se toto onemocnění projevuje příznaky, které jsou podobné řadě dalších onemocnění, je diagnostika Duhringovy choroby poměrně obtížná. V případě podezření na tuto chorobu doporučí kožní lékař nebo alergolog kolonoskopické a bioptické vyšetření, které dokáže tuto nemoc odhalit.

## Léčba onemocnění
Protože se jedná o alergii na lepek, je nutné dodržovat bezlepkovou dietu. Kromě toho se nedoporučuje užívání jódu, který také podporuje projevy tohoto onemocnění.